# Platysaurinae
Platysaurinae – monotypowa podrodzina jaszczurek z rodziny szyszkowcowatych (Cordylidae).

## Zasięg występowania i biotop
Podrodzina obejmuje gatunki zamieszkujące suche tereny południowej Afryki (Tanzania, Malawi, Botswana, Zimbabwe, Mozambik, Eswatini i Południowa Afryka).

## Systematyka
Rodzaj Platysaurus zdefiniował w 1844 roku szkocki przyrodnik Andrew Smith w publikacji własnego autorstwa składającej się z ilustracji kręgowców Afryki Południowej wraz z ich opisem i zagadnieniami z zoologii. Gatunkiem typowym jest (oznaczenie monotypowe) Platysaurus capensis.

### Etymologia
Platysaurus: gr. πλατυς platus ‘szeroki’; σαυρος sauros ‘jaszczurka’.

### Podział systematyczny
Do podrodziny należy jeden rodzaj z następującymi gatunkami: 
- Platysaurus attenboroughi Whiting, Branch, Pepper & Keogh, 2015
- Platysaurus broadleyi Branch & Whiting, 1997
- Platysaurus capensis Smith, 1844
- Platysaurus guttatus Smith, 1849 – płaskowiec czerwonoogonowy[8]
- Platysaurus imperator Broadley, 1962 – płaskowiec cesarski
- Platysaurus intermedius Matschie, 1891 – zonura ostronosa
- Platysaurus lebomboensis Jacobsen, 1994
- Platysaurus maculatus Broadley, 1965
- Platysaurus minor FitzSimons, 1930
- Platysaurus mitchelli Loveridge, 1953
- Platysaurus monotropis Jacobsen, 1994
- Platysaurus ocellatus Broadley, 1962
- Platysaurus orientalis FitzSimons, 1941
- Platysaurus pungweensis Broadley, 1959
- Platysaurus relictus Broadley, 1976
- Platysaurus torquatus Peters, 1879